# Дискуссии о фуа-гра

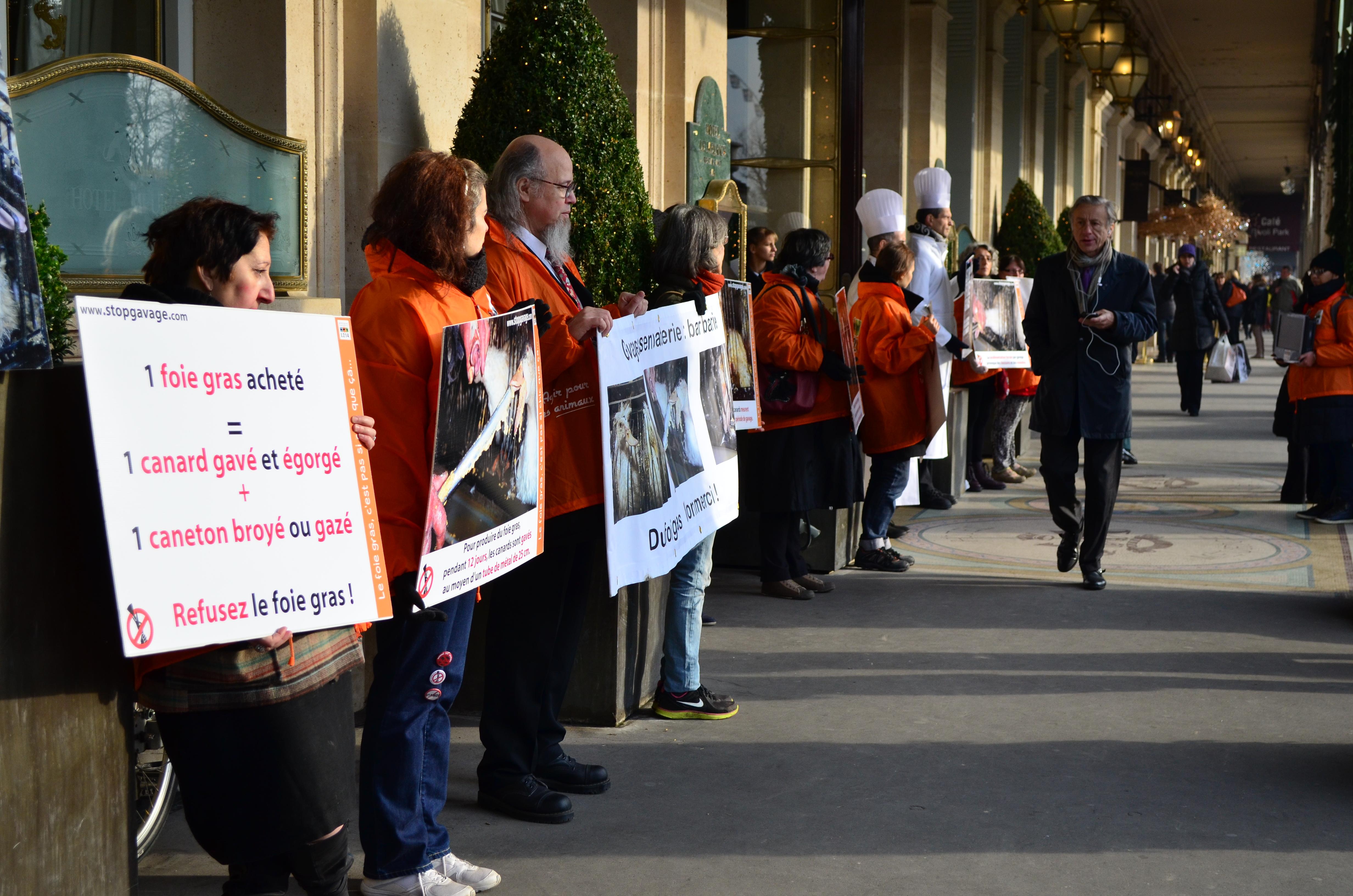
Протестующие против фуа-гра у гостиницы «Меурис», Париж

Производство фуа-гра (печень утки или гуся, которую специально откармливали), предусматривает насильственное кормление птиц избыточным количеством пищи, в разы больше их добровольного употребления. В качестве корма, как правило, используется кукуруза с жиром. Это провоцирует отложение большого количества жира в печени, которое так ценят некоторые гурманы.
Зоозащитные организации, в том числе крупнейшие, такие как PETA и HSUS, предлагают отказаться от производства этой продукции во всём мире, как входящим в противоречие с мировой практикой введения законов о недопустимости чрезмерной и не являющейся необходимой жестокости по отношению к животным и способствуют распространению фото- и видеоматериалов о состоянии уток на производстве. В 2010 году в видео организации PETA снялась известная британская актриса Кейт Уинслет: она призывала шеф-поваров британских ресторанов исключить фуа-гра из своего меню.
Известный учёный, лауреат Нобелевской премии, один из основателей науки о поведении животных Конрад Лоренц назвал экспертные оценки, допускавшие принудительно кормление птицы, «позором для всей Европы».

## Права и мучения животных

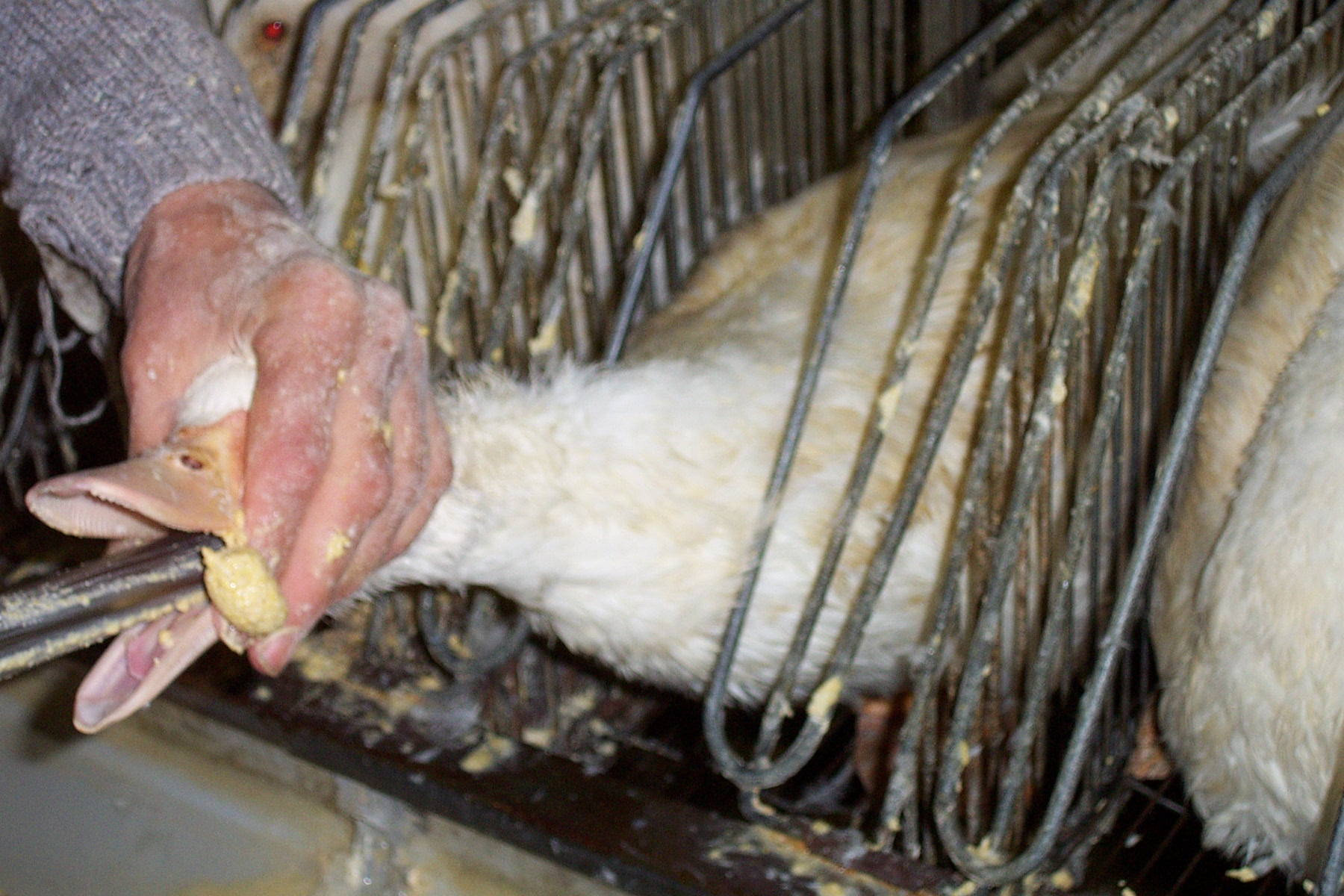
Насильственное кормление («Гаваж»)

Зоозащитные организации и Фонд правовой защиты животных утверждают, что методы производства фуа-гра, в частности насильственное кормление — это жестокое и негуманное обращение с животными. Конкретные жалобы касаются печени, которая после увеличения во много раз, теряет многие функции, кроме того происходит расширение брюшной полости, костная трансформация, рубцевания пищевода, выброс токсинов в организм, что вызывает боль и гибель животного при длительном принудительном кормлении.
Фуа-гра производится методом так называемого «гаважa» ﹘ принудительного кормления, в период которого трубку вставляют в горло птиц 2-3 раза в день в течение 2 недель (для уток) и 3 недель (для гусей), чтобы закачать большое количество пищи в их тело, гораздо больше, чем они хотят есть. Эта практика направлена на цирроз печени. Благодаря этому патологическому перерождению, печень животного может вырасти в 10 раз нормального размера.
В 2001 году директор департамента по вопросам государственного управления и публичной политики штата Нью-Йорк Американского общества по предотвращению жестокости к животным, является одной из ведущих экологических организаций Америки, написал письмо тогдашнему генеральному прокурору Нью-Йорк Элиот Спитцер с просьбой привлечь к ответственности производителей фуа гра за нарушение законов по противодействию жестокому обращению с животными .
В конце 2003 года французская организация «Stopgavage» ("Гражданская инициатива о запрете принудительного кормления") опубликовала Прокламацию об отмене насильственного кормления, в которой просила судей признать способы производства фуа-гра нарушающими существующие законы о благосостоянии животных. В этом манифесте Stopgavage требовала поддержать требования более восьмидесяти французских ассоциаций по правам и благополучию животных, более сотни таких ассоциаций еще из 25 стран и более 20 000 отдельных подписантов.
Организация Stopgavage раскритиковала INRA (Французский государственный научно-исследовательский институт) за то, что он позволил своим исследователям получать финансирование от индустрии фуа-гра. Это финансирование тратилось на исследования, направленные на опровержение официальных выводов отчета комиссии ЕС. Роберт Данцер, бывший исследователь INRA, называет работу INRA "лженаукой" и "удобными исследованиями".
В 2005 году организации APRL, IDA и PETA опубликовали видео (текст к которому читает актер Роджер Мур), на котором показаны кадры, снятые на трех фуа-гра фермах США и нескольких во Франции.
PETA требует, чтобы эта практика, которую она считает жестокой, была прекращена. Многие американские знаменитостей присоединились к этой кампании. В апреле 2009 года PETA опубликовала письмо актера Беа-Артура шеф-повару Кертису Стоуну, в котором осуждается использование фуа-гра.
В 2014 году организация Сострадание в мировом фермерстве начинает сотрудничество с другими организациями, такими как немецкий Фонд Альберта-Швейцера  и французской организацией L214  чтобы заставить Еврокомиссию и Совет сельского хозяйства ЕС принять меры против производства фуа-гра.
Сейчас в ЕС с производством фуа-гра борются Eurogroup for Animals, Anima International (альянс, включающий организации из 10 стран Европы, среди которых ОО "Открытые клетки Украина") и Gaia, используя задокументированные условия содержания животных, инициируя рассмотрение вопросов официального запрета, кампании отказа среди рестораторов и ритейлеров.

## Научный комитет ЕС по вопросам здоровья и благосостояния животных
Доклад Научного комитета Европейского Союза по вопросам здоровья и благосостояния животных касательно аспектов благосостояния птиц при производстве фуа-гра у уток и гусей, была составлена 16 декабря 1998 и представляет собой обзор на 89 страницах исследований в нескольких странах-производителях. Выводы доклада обращают внимание на несколько показателей благосостояния животных, включая физиологические показатели, патологию печени и уровень смертности. Однозначный вывод обзора: "Принудительное кормление, как это практикуется в настоящее время, вредит благосостоянию птиц".
Члены комитета описывают, как гуси и утки демонстрируют "поведение ухода, что свидетельствует о неприязни к человеку, который их кормит, и процедуру кормления". Хотя комитет сообщил, что не существует "заключительных" научных доказательств "неприятной природы" насильственного кормления и признаки поражений "незначительные", в общих рекомендациях комитет заявил, что "эксплуатация и содержание птиц, используемых для производства фуа-гра негативно влияет на их благосостояние ".

## Американская ветеринарная медицинская ассоциация
В 2004 и 2005 годах Палата Делегатов Американской ветеринарной медицинской ассоциации, аккредитирующий орган ветеринарной медицины США, получил постановление от своего Комитета по защите прав животных по противодействию методам производства фуа-гра. Выслушав показания 13 делегатов, Палата Делегатов отказалась принять их позицию и сделала простое заявление: "Доступна ограниченая рецензированная, научная информация по проблемам благосостояния животных, связанных с производством фуа-гра, но наблюдения и практический опыт, которым поделились Члены Палаты Делегатов, указывают на минимум негативных воздействий на птиц".
Критики Американской ветеринарной медицинской ассоциации заявляют, что организация стремится защищать экономические интересы агробизнеса, а не благосостояние животных, и она также отказалась выступить против других спорных практик, таких как насильственная линька и гестационные ящики.

## Мысли третьей стороны по фуа-гра, произведенной в США
В июне 2005 года редактора «New York Times» Лоуренса Даунса пригласили посетить ту же ферму, и ознакомиться, в частности, с процессом насильственного кормления. По его словам: «...не увидел боли и паники... Птицам по сути вставляли в горло 15-дюймовую трубку, примерно на три секунды, засыпая примерно чашку кукурузных гранул. Практика ... казалась ни особенно нежной, ни особо грубой».
Доктор Уорд Стоун, патологоанатом диких животных Государственного департамента охраны окружающей среды штата Нью-Йорк и адъюнкт-профессор в Государственном университете Нью-Йорка, провёл вскрытия уток умерших от насильственного кормления, в том числе с той же фермы, которую несколько месяцев назад посетил Лоуренс Даунс. В сентябре 2005 года он сделал вывод: «Короткая, полная пыток жизнь уток, выращенных для фуа-гра, выходит далеко за рамки норм фермерской практики. Увидев патологии, возникшие вследствие производства фуа-гра, я настоятельно рекомендую запретить эту практику».
В январе 2009 года Национальный отдел рекламы Совета Бюро лучшего бизнеса рекомендовал производителю фуа-гра, компании "D'Artagnan", что находится в Нью-Джерси, прекратить рекламную кампанию, в которой они заявляли, что их продукт изготавливается с "увеличенных", а не «больных» печенок, и животные были «выращены вручную с особой заботой». D'Artagnan добровольно изменил свою рекламу, чтобы снять претензии, которые, как заявляет компания не были "достаточно обоснованными".

## Производители фуа-гра и отраслевые группы
Большинство производителей фуа-гра не считают свои методы жестокими, настаивая, что это естественный процесс, который эксплуатирует природные особенности животных. Производители утверждают, что дикие утки и гуси в природе поглощают большое количество цельной пищи и набирают вес перед миграцией. Они заявляют, что у гусей и уток нет такого рвотного рефлекса в горле, как у людей, а потому, кажется, нельзя считать насильственное кормление неприятным. Майкл Джинор, владелец компании Hudson Valley Foie Gras, утверждает, что его птицы приходят к нему, чтобы их покормили, и говорит, что это важно, поскольку "птица в состоянии стресса, или когда ей больно, плохо ест, не переваривает пищу и не производит фуа-гра".
Mirepoix USA, ведущая компания гусиных и утиных фуа-гра, утверждает, что нападение правозащитников является формой запрета против блюда в меню. Mirepoix утверждает, что использование термина "больная" для обозначения откормленной печени является неточным, и что и гуси, и утки в природе сохраняют мертвую рыбу в своих пищеводах. Однако, утки, которые используются в производстве фуа-гра, являются гибридом пекинских (порода кряквы ) и московских уток, обе из которых - речные утки, чья диета в основном состоит из подводной растительности, личинок и различных насекомых.

## Шеф-повара
Шеф-повар Энтони Бурдейн и шеф-повар и писатель Майкл Рулман поддержали производство фуа-гра от уток, с которыми гуманно обращаются и выращивают должным образом, и заявили, что кадры, которые видны на видеозаписях критиков фуа-гра, жестокие, но ни один авторитетный шеф-повар не покупает такой продукт. Однако другие известные повара, такие как Вольфганг Пук и Альбер Ру, выступают против использования фуа-гра. Ру утверждал, что фуа-гра должна подаваться вместе с предупреждением, чтобы "люди знали, что происходит с животными". Он отмечает, что "следует применять более гуманные методы, которые позволяют животному питаться естественным путем". Чикагский шеф-повар Чарли Троттер утверждал, что производство фуа-гра "слишком жестокое, чтобы его подавать".

## Судебная практика
Спор о фуа-гра стал предметом нескольких судебных исков. Дело 1985 "Ловенгайм против Iroquois Brands" - иск акционеров относительно этических беспокойств относительно компании, которая продает фуа-гра.
В 2003 году Лига защиты и спасения животных и организация "В защиту животных" подали иск против компании Sonoma Foie Gras в Калифорнии в соответствии с законом о недобросовестной деловой практике, заявляя о жестокости к животным. Это же фермерское хозяйство также подало в суд на обе группы и четырех активистов, которые задокументировали условия содержания животных на ферме, за правонарушение. Законодательная власть тогда изменила закон, разрешив ферме продолжать насильственное кормление до 2012 года, после чего как продажа, так и производство фуа-гра стали незаконными в Калифорнии.
В 2006 году Sonoma Foie Gras подали в суд на Whole Foods Market за умышленное вмешательство в договор о влиянии на фермы Grimaud о прекращении поставок утят и продаж для Sonoma. Иск был урегулирован за сумму, которую не разглашали, хотя присяжные вынесли вердикт размером 5,2 миллиона долларов.
Также в 2006 году рассматривался иск гуманного общества США против Департамента сельского хозяйства и рынков Нью-Йорка, в котором утверждалось, что фуа-гра квалифицируется как некачественная пища, которую нельзя продавать.
В 2011 году Фонд правовой защиты животных (ALDF) подал ходатайство в Министерство сельского хозяйства США (USDA), требуя, чтобы на фуа-гра наносили предупредительную этикетку для потребителей с таким надписью "ВНИМАНИЕ: Фуа-гра получают от больных птиц". ALDF утверждает, что поскольку USDA несет ответственность за обеспечение безопасной мясной продукции и допуск только продуктов от здоровых животных, штамповки продуктов с содержанием фуа-гра печатью USDA, а не озвучивая, что эти продукты получают от больных птиц, вводит в заблуждение потребителей, противоречит Акта Инспекции Продуктов с Птицы. Регулярное употребление пищи с фуа-гра может навредить людям, склонным к проблемам со здоровьем. Пациенты с Альцгеймером, ревматоидным артритом, диабетом 2 типа и другими заболеваниями, связанными с амилоидом, не должны ее есть".
В 2012 году Фонд правовой защиты животных подал в суд на Hudson Valley Foie Gras за рекламу продукции компании, как "гуманного выбора" для фуа-гра. Hudson Valley уладил дело и отказался от этой рекламной кампании после того, как федеральный судья Калифорнии заявил, что позволит сторонам представить доказательства и решить, может ли Hudson Valley доказать, что заявления компании о "гуманности" правдивы.
В феврале 2013 года Фонд правовой защиты животных подал апелляцию в иске против Министерства сельского хозяйства и рынков Нью-Йорка за разрешение продолжать продажу фуа-гра. В начальном иске, который был отклонен в феврале из-за отсутствия процессуального статуса у истца, утверждалось, что Департамент нарушает собственный Закон о сельском хозяйстве и рынках, позволяя продавать фуа-гра. Законодательство штата Нью-Йорк требует, чтобы Департамент объявил "продукт больного животного" испорченным продуктом. В апелляции Фонд правовой защиты животных будет защищать свою правовую позицию для рассмотрения дела, отметив, что он направлял значительные ресурсы для предупреждения общественности о значительных рисках для здоровья, которые влечет фуа-гра, и будет утверждать, что отсутствие регулирования со стороны Министерства привело к забою сотен тысяч больных птиц, органы которых используются в пищевой промышленности.
Калифорния запретила производство и продажу фуа-гра законом, принятым в 2004 году, который вступил в силу в 2012 году. Запрет был предметом широких судебных процессов. В 2015 году окружной суд США отменил запрет на основании того, что он противоречит федеральному закону о безопасности пищевых продуктов. Апелляционный суд США по девятому округу отменил это решение 15 сентября 2017 и оставил запрет в силе. Суд единогласным решением установил, что закон о запрете производства и продажи фуа-гра был предназначен для предотвращения жестокости к животным, и государство запрещает жестокие продукты ради защиты животных. 7 января 2019 Верховный суд США отказался пересматривать дело и запрет на фуа-гра остался действующим.

## Законодательные запреты и добровольные отказы
В июле 2014 года Индия запретила импорт фуа-гра, став первой  и единственной  страной мира, сделавшей это, и вызвав беспокойство среди некоторых индийских шеф-поваров. Управляющий директор Международного гуманного общества в Индии сказал: "Это триумф благосостояния животных в Индии и по всему миру и прецедент для других стран".

### Австралия
Сейчас производство фуа-гра в Австралии запрещено, хотя импорт разрешен.

### Аргентина
Производство фуа-гра в Аргентине незаконно и трактуется как жестокое обращение с животными.

### Бразилия
В июне 2015 году производство и продажа фуа-гра были запрещены в ресторанах Сан-Паулу. В феврале 2016 этот закон был отменен.

### Европа

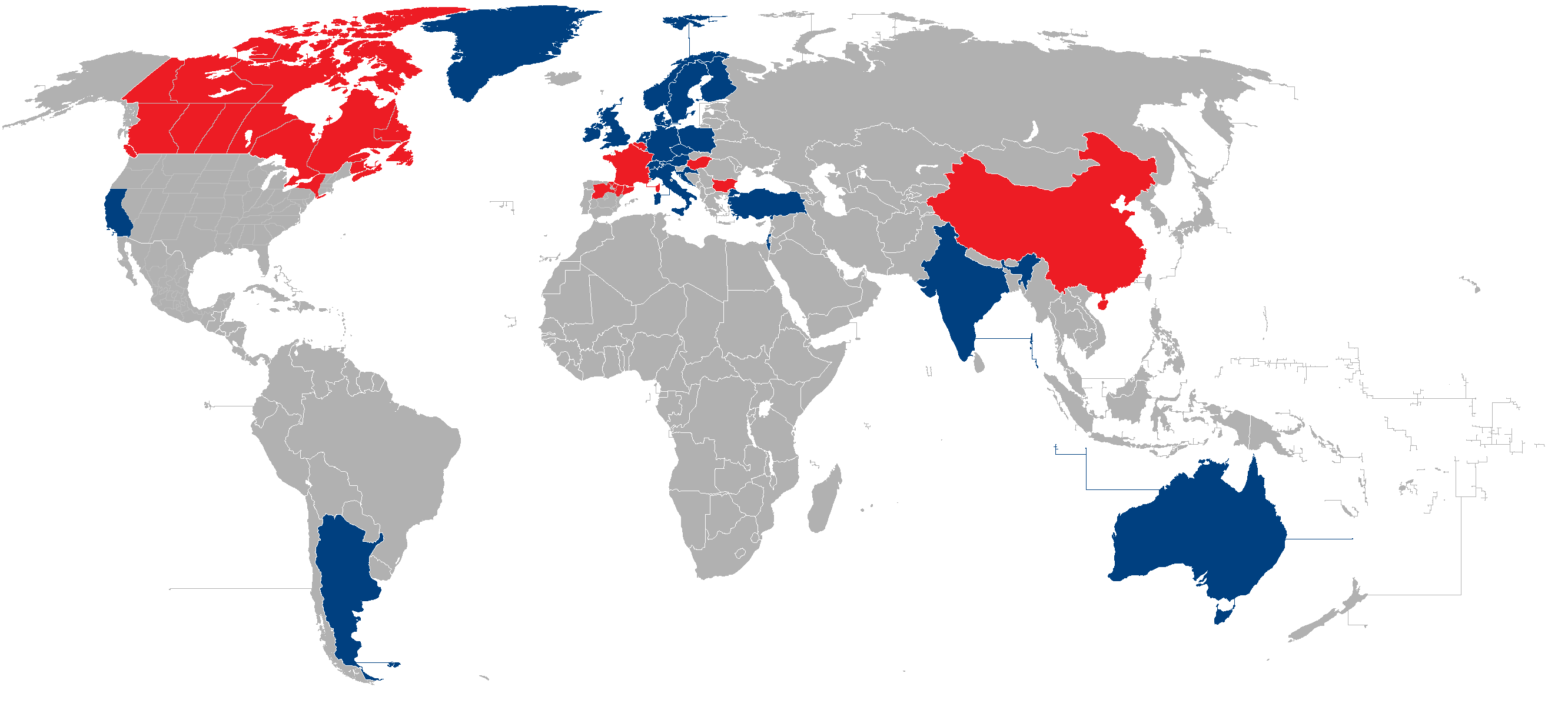
Синие - регионы, где производство фуа-гра запрещено. Красные - основные регионы производства фуа-гра

Производство фуа-гра запрещено в большинстве стран ЕС, за исключением 5 государств-членов.
Кроме наднационального законодательства ЕС, принудительное кормление домашних животных не в медицинских целях, что является основой существующей практики производства фуа-гра, прямо запрещено специальными законами в Австрии, Чехии, Дании, Финляндии, Германии, Италии, Люксембурге, Норвегии, Польше, или в результате толкования общих законов о защите животных в Ирландии, Швеции, Швейцарии, Нидерландах и Великобритании. Однако фуа-гра все еще можно импортировать и покупать в некоторых из этих стран. Большинство этих государств не производят фуа-гра, как и не производили ее раньше.
С 1997 года количество европейских стран, производящих фуа-гра, уменьшилась вдвое. Только пять европейских стран все еще производят фуа-гра: Бельгия (в 2 из 3 регионов Бельгии производство фуа-гра запрещено), Болгария, Испания, Франция и Венгрия.
Во Франции болезненное ожирение печени у гусей достигается через введение желудочного зонда (насильственное кормление кукурузой) в соответствии с французским законодательством. Закон во Франции говорит, что "фуа-гра относится к охраняемому культурному и гастрономическому наследия Франции", из-за чего комиссия ЕС позволяет исключение из общей практики. Пока не будут доступны новые научные доказательства альтернативных методов производства и аспектов благосостояния птиц, производство фуа-гра должно быть запрещено, за исключением случаев, когда эта практика основывается в строгом соответствии с национальными нормами, как во Франции, Бельгии, Испании, Венгрии и Румынии, объединенных Европейской конвенции Совета Европы о защите животных, содержащихся для сельскохозяйственных целей.

### Украина
Часть 2 ст. 21 Закона Украины "О защите животных от жестокого обращения" запрещает в технологии получения от животного продукции (доение, стрижка, откорм и т. п.) применение болевых и травмирующих приемов.
Попытки запретить производство фуа-гра делались в Украине с 2010 года. Проект Закона Украины «О внесении изменений в Закон Украины «О защите животных от жестокого обращения»» от 17.12.2008 № 1264, который в частности предлагал запретить откорм гусей и уток для производства жирной печени, был принят Верховной Радой Украины еще 11.02.2010, но президентом Украины было наложено вето. Предложения Президента Украины не касались положений относительно запрета производства фуа-гра, проект Закона от 17.12.2008 № 1264 был завизирован главным юридическим управлением без замечаний. Таким образом, вопрос страдания животных при принудительном кормлении для производства фуа-гра (жирной печени) до сих пор требует нормативного урегулирования.
Материалы с Украины, опубликованные в начале 2019 "Открытыми клетками", привлекли внимание всего мира к проблеме насильственного кормления животных для производства фуа-гра. Обращение украинских зоозащитников к правительствам Великобритании и Дании с требованием запрета импорта опубликовали международные издания разных стран  .
В июле 2019 украинский производитель, которому принадлежит торговая марка "ФуаГра" и наибольшая доля в соответствующем сегменте украинского рынка, признал жестокость практики производства этого продукта. Официально объявляя свое решение о прекращении производства, компания сообщила, что производство фуа-гра не соответствует стратегии и политике компании в сферах защиты окружающей среды, социальной ответственности и заботы о животных.
24 января 2020 сделана новая попытка запретить фуа-гра законодательно и зарегистрировано законопроект № 2802 "О внесении изменений в Закон Украины "О защите животных от жестокого обращения" касательно совершенствования защиты животных от жестокого обращения"". В состав авторов-подписантов вошли представители профильного екокомитета и комитета по вопросам здоровья нации (Яценко А. В., Фельдман О. Б., Лабунская А. В., Дубиль В. О., Камельчук Ю. А.). Законопроект запрещает производство фуа-гра и жестокое обращение с животными во время кормления в соответствии с нормами ЕС (обязательное круглосуточное наличие свежей питьевой воды, запрет принудительного кормления, кроме как с лечебной или профилактической целью, необходимость обеспечения соответствующего полноценного питания и т. д.).

### Израиль
В августе 2003 года Верховный суд Израиля обязал Министерство сельского хозяйства Израиля запретить насильственное кормление гусей от 31 марта 2005 года. Последняя апелляция была отозвана в октябре 2005 года, но закон вступил в силу только в феврале 2006 года. Большинство акций протеста проводила организация «Anonymous for Animal Rights», которая также следит за выполнением запрета и подает жалобы на фермы, которые проводят незаконное насильственное кормление. В мае 2013 года законопроект, предложенный членом Кнессета (израильского парламента) Довом Липманом, должен был запретить все продажи деликатеса из-за использования противоречивых методов.

### Соединенные Штаты

#### Штат Калифорния
Разделы 25980-25984 Калифорнийского кодекса по охране труда и безопасности, которые вступили в действие в 2004 и вступили в силу с 1 июля 2012 года, запрещают "насильственное кормление птиц с целью увеличения их печени" и продажа продуктов, полученных в результате этого процесса. 7 января 2015 судья Стивен В. Уилсон постановил, что Федеральный закон об инспекции продуктов птицеводства имеет преимущество перед законом Калифорнии и обязал Генерального прокурора Калифорнии выполнять его. Дело было обжаловано в Апелляционном суде Девятого округа, а 15 сентября 2017 постановление Окружного суда было отменено, а закон - остался в силе, запретив продажу и производство фуа-гра.
Город Сан-Диего: 8 января 2008 городской совет Сан-Диего единогласно  принял резолюцию, в которой "выражает благодарность "Лиге защиты и спасения животных" (APRL) за повышение осведомленности о жестокой практике насильственного кормления уток и гусей для производства фуа-гра, дает высокую оценку многим ресторанам Сан-Диего, которые прекратили продажу фуа-гра до вступления в силу запрета во всем штате Калифорния, и призывает жителей Сан-Диего избегать поддержки этой крайней формы жестокости к животным". В резолюции также приводится независимый опрос Джона Зогби, которое утверждает, что 85% жителей Сан-Диего поддерживают немедленный запрет фуа-гра.

#### Нью-Йорк
30 октября 2019 городской совет города Нью-Йорка проголосовал за запрет продажи фуа-гра до 2022 года.

### Азия
В июле 2014 года Индия запретила импорт фуа-гра.
Отказы среди торговых сетей
Ряд розничных торговых сетей прекратил продажу фуа-гра после кампаний и протестов против методов ее производства. К ним относятся Amazon UK, Waitrose, Sainsbury's, Lidl, House of Fraser и Harvey Nichols.